# Tour TotalEnergies (Coupole)
Pour les articles homonymes, voir Tour TotalEnergies.
La tour TotalEnergies Coupole est un gratte-ciel de bureaux situé dans le quartier d'affaires de La Défense, dans la ville de Courbevoie, en France. Elle abrite le siège social de la société pétrolière TotalEnergies. Il s'agissait auparavant des anciens bureaux d'Elf Aquitaine, société acquise par la société Total en 2000.

## Construction
Construite en 1985, il s'agit du quatrième plus haut gratte-ciel de La Défense après la Tour First, la Tour Majunga et la Tour Hekla ainsi que le sixième français après la Tour First, la Tour Montparnasse, la Tour Hekla, la Tour Incity et la Tour Majunga. La Tour TotalEnergies Coupole mesure 190 m de haut. Le toit est situé à 187 m du sol et supporte un petit local de télécommunication d'une hauteur d'environ 3 m. L'emplacement de la tour était à l'origine prévu pour accueillir la tour jumelle de la Tour Areva, finalement jamais construite.
La Tour TotalEnergies Coupole fait partie de la 3e génération de tours à la Défense. Ses architectes ont donc pu tenir compte des erreurs commises pour les tours de 2e génération (Tour Gan, Tour AXA, Tour Areva). Ainsi, tous les bureaux de la tour sont de premier jour et elle intègre une bonne gestion des économies d'énergie (vitrages isolants, gestion de la consommation énergétique).
Le nom de code de l'emplacement de la tour dans le plan-masse de la Défense était CB2.

## Constitution
Elle est composée de 5 tours accolées les unes aux autres. Si la plus haute compte 48 étages en superstructure et 5 niveaux en infrastructure, les deux suivantes en comportent 37 et 44.
Au rez-de-chaussée, se trouvent une banque et le salon d'accès des visiteurs. Dans les sous-sol, une piscine (servant de réserve d'eau en cas d'incendie) et des salles où les employés peuvent pratiquer plusieurs sports. La restauration comporte plusieurs salles, « coin fast-food » (pizzas, hamburger etc.), des plats allégés sont proposés aux employés.
L'immeuble comporte aussi un auditorium et plusieurs salles de réunions.
On peut accéder à l'entrée de cette tour, par le sous-sol en empruntant l'escalator, en venant de la station de métro Grande Arche.

### Iconographie

Vue de face.
Vue panoramique.
Vue de face.
Vue verticale depuis le sol.